# 知名町 (小惑星)
知名町（ちなちょう、19303 Chinacyo）は、小惑星帯に位置する小惑星の1つである。北海道北見市で円舘金と渡辺和郎によって発見された。名前は沖永良部島の知名町に由来する。